# Diretoria de Inteligência (Cuba)
A Diretoria de Inteligência (em castelhano:  Dirección de Inteligencia, DI), comumente conhecida como G2 e, até 1989, denominada Diretoria Geral de Inteligência (em castelhano:  Dirección General de Inteligencia, DGI), é a principal agência de inteligência estatal do governo de Cuba. A DI foi fundada no final de 1961 pelo Ministério do Interior da República de Cuba logo após a Revolução Cubana. O número total de pessoas trabalhando para a DI é de cerca de 15.000.

## Missão
A Diretoria de Inteligência é responsável por toda a coleta de inteligência estrangeira e compreende seis divisões organizadas em duas categorias, que são as Divisões Operacionais e as Divisões de Apoio. Manuel Piñeiro foi o primeiro diretor da DI em 1961, e seu mandato durou até 1964. Outro líder que dirigiu a agência, instalada no bairro de El Vedado em Havana, foi o general de divisão agora aposentado, Jesús Bermúdez Cutiño. Ele foi transferido da chefia da Inteligência do Exército (DIM) para o Ministério do Interior (MININT) após os julgamentos, por corrupção e narcotráfico, do ministro José Abrantes Fernández e do General Arnaldo Ochoa, fuzilado em 1989 com outros três militares. Por 20 anos o seu chefe foi o General de Brigada Eduardo Delgado Rodríguez.

## Técnicas de recrutamento
Novos recrutas fazem pesquisas dentro do ministério, principalmente nos campos de contrainteligência (que tem sua própria academia num curso de cinco anos) e também, sobre estudantes universitários regulares, que são recrutados por volta do segundo ano em seus cursos. Esses alunos estudam principalmente línguas, história, comunicação e sociologia. Uma vez que recebem seus diplomas, passam por vários meses de treinamento oficial de inteligência, e um ano ou mais depois, eles recebem o posto de tenente.

## Relação KGB e StB
A KGB soviética a DI tinham uma relação complexa, marcada por momentos de cooperação extremamente estreita e por períodos de extrema concorrência. A União Soviética viu o novo governo revolucionário de Cuba como um excelente representante em áreas do mundo onde o envolvimento soviético não tinha apoio popular em nível local. Nikolai Leonov, chefe da KGB na Cidade do México, um dos primeiros oficiais soviéticos a reconhecer o potencial de Fidel Castro como revolucionário, instou a administração soviética a fortalecer os laços com o novo líder cubano. Moscou viu Cuba como tendo muito mais apelo com novos movimentos revolucionários, intelectuais ocidentais e membros da Nova Esquerda interpretando o conflito de Cuba contra o imperialismo americano como uma luta de "Davi contra Golias".
No entanto, no início da década de 1960, a StB (inteligência da antiga Tchecoslováquia) teve contatos mais intensivos com a nascente DI cubana do que a KGB. Tchecos forneceram aos cubanos relatórios de inteligência, equipamento de espionagem e treinamento. Manuel Piñeiro estava em contato regular com o chefe da StB em Cuba e elogiou a qualidade dos relatórios de inteligência tcheca que eram importantes para a sustentação da revolução cubana em seus primeiros anos. Os cubanos queriam contar com a StB na construção da DI e do Ministério do Interior, no entanto, os soviéticos rapidamente barraram tais iniciativas. A inteligência tcheca colaborou com a DI na ultra secreta Operacción Manuel, que durou de 1962 a 1969, movendo 1179 revolucionários latino-americanos via Praga de volta à América Latina. A inteligência tcheca ajudou a DI a falsificar passaportes dos latino-americanos que treinaram em Cuba para se tornarem guerrilheiros.
Em 1963, logo após a crise dos mísseis de Cuba, Moscou convidou 1.500 agentes da DI, incluindo Che Guevara, para treinamento intensivo em operações de inteligência na KGB.
Consternados pelos fracassos cubanos no Zaire (1977 e 1978) e na Bolívia (1966-1967), bem como por uma independência crescente percebida por Moscou, os soviéticos buscaram um papel mais ativo na formação da DI. Em 1970, uma equipe de conselheiros da KGB liderada pelo general Viktor Semyonov foi enviada a DI para purgá-la de oficiais e agentes considerados antissoviéticos pela inteligência soviética. Manuel Piñeiro, cada vez mais aborrecido com a cooptação do DI pelos soviéticos, foi removido durante o expurgo de 1970 e substituído pelo pró-soviético José Méndez Cominches como chefe da DI.
Semyonov também aproveitou a oportunidade para supervisionar uma rápida expansão das operações "ocidentais" da DI. Em 1971, 70% dos diplomatas cubanos em Londres eram, na verdade, agentes e provaram-se inestimáveis para Moscou após a expulsão em massa pelo governo britânico de oficiais de inteligência soviéticos.
Em 1962, a União Soviética abriu seu maior local de SIGINT estrangeiro (Estação de SIGINT de Lourdes) Cuba, a aproximadamente 50 quilômetros de Havana. A instalação de Lourdes é relatada para cobrir uma área de 73 km2, com 1.000 a 1.500 engenheiros, técnicos e militares soviéticos que trabalhavam na base. Pessoas familiarizadas com a instalação de Lourdes confirmaram que a base possui vários conjuntos de antenas para rastreamento e seu próprio sistema de satélites, com alguns conjuntos usados para interceptar telefonemas, faxes e comunicações de computador em geral, e com outros grupos usados para a escuta de telefones e outros dispositivos.
Os soviéticos também colaboraram com a DI para ajudar o desertor da CIA Philip Agee na publicação do boletim de informações de ações secretas (CovertAction Quarterly).

## Operações no exterior
Ao longo de seus 40 anos de história, a DI esteve ativamente envolvida na ajuda aos movimentos de esquerda, principalmente na América Latina, África e Oriente Médio. Também houve alegações de que agentes cubanos da DI interrogaram prisioneiros de guerra dos EUA detidos no campo de prisioneiros de guerra de Cu Loc, no Vietnã do Norte.

### Chile
Após a eleição de Salvador Allende, em Novembro de 1970, a DI trabalhou junto ao presidente chileno para apoiar a posição cada vez mais precária deste. O chefe local da DI Luis Fernández Oña casou-se com a filha de Allende, Beatriz, que mais tarde cometeu suicídio em Cuba.

### Granada
Pouco depois de um golpe popular sem sangue em Granada, liderado por Maurice Bishop, a DI e a KGB enviaram conselheiros à nação insular para ajudar o novo governo. A DI também foi fundamental para persuadir a União Soviética a ajudar Granada, ajuda que o general granadino, Hudson Austin, chamou de essencial para o sucesso do movimento anti-imperialista caribenho. A DI coordenou 780 engenheiros cubanos e agentes de inteligência.

### Nicarágua
A partir de 1967, a DI começou a estabelecer laços com várias organizações revolucionárias da Nicarágua. Os soviéticos aborreceram-se com o que viram como Cuba interferindo com a KGB na Nicarágua. Em 1970, a DI conseguiu treinar centenas de líderes guerrilheiros sandinistas e teve grande influência sobre a organização. Em 1969, a DI financiou e organizou uma operação para libertar o líder sandinista preso Carlos Fonseca Amador de sua prisão na Costa Rica. Fonseca foi capturado logo após a fuga da prisão mas, depois que um avião transportando executivos da United Fruit Company foi sequestrado pela FSLN (Frente Sandinista de Libertação Nacional), foi libertado e autorizado a viajar para Cuba.
O chefe da DI, Manuel Piñeiro, comentou que: "de todos os países da América Latina, o trabalho mais ativo que vem sendo realizado por nós é na Nicarágua". A DI, com a bênção pessoal de Fidel Castro, também colaborou com a FSLN na tentativa fracassada de assassinato de Turner B. Shelton, o embaixador dos EUA em Manágua e um amigo próximo da família Somoza. A FSLN conseguiu proteger vários reféns, trocando-os por uma passagem segura para Cuba e um resgate de 1 milhão de dólares. Após a destituição bem sucedida de Anastasio Somoza, o envolvimento da DI no novo governo sandinista cresceu rapidamente. Uma indicação inicial do papel central que a DI desempenharia na relação cubano-nicaraguense foi uma reunião em Havana em 27 de Julho de 1979, na qual os laços diplomáticos entre os dois países foram restabelecidos após mais de 25 anos. Julián López Díaz, um proeminente agente da DI, foi nomeado embaixador na Nicarágua.
Os militares cubanos e conselheiros da DI inicialmente trazidos durante a insurgência sandinista, aumentariam para mais de 2.500 e operavam em todos os níveis do novo governo nicaraguense. Segundo o desertor sandinista Álvaro Baldizón, a influência de Cuba no MINT (Ministério do Interior da Nicarágua) era mais profunda do que se acreditava na época, e os "conselhos" e "observações" cubanos eram acatados como se fossem ordens.

### Porto Rico
A DI procurou ajudar o crescente movimento separatista porto-riquenho. O Dr. Daniel James testemunhou perante um subcomitê do Senado dos EUA que o DGI, trabalhando através de Filiberto Ojeda Ríos, organizou e treinou o FALN (Fuerzas Armadas de Liberación Nacional Puertorriqueña) em 1974. Em Outubro de 1974, Ojeda foi preso e acusado de atos terroristas contra hotéis americanos em Porto Rico. As autoridades encontraram uma quantidade substancial de documentos do governo cubano e códigos secretos em sua posse. Pouco depois de sua libertação sob fiança, ele desapareceu, mas foi responsabilizado pela unificação em 1979 dos cinco principais grupos terroristas de Porto Rico no CRN (Comando Nacional Revolucionário), dirigido por Cuba. De acordo com o ex-investigador-chefe do Senado dos EUA, Alfonso Tarabochia, o DGI começou a dirigir atividades criminosas em Porto Rico e no leste e centro-oeste dos Estados Unidos já em 1974. Em Junho deste ano, o secretário-geral do Partido Socialista Puertorriqueño, Juan Marí Bras, reuniu-se em Havana com Fidel Castro para consolidar a solidariedade partidária.
A partir de Setembro de 1974, a incidência de atentados por extremistas porto-riquenhos, particularmente a FALN, aumentou acentuadamente. Os alvos incluíam empresas americanas e locais públicos. A FALN foi responsável por um atentado que matou quatro pessoas e feriu dezenas na histórica Fraunces Tavern, Manhattan, em 25 de Janeiro de 1975. Mais tarde naquele ano, Fidel Castro patrocinou a Primeira Conferência Mundial de Solidariedade para a Independência de Porto Rico em Havana.
Ríos foi morto num confronto com FBI, em 23 de Setembro de 2005, na cidade de Hormigueros.

## Acampamento Matanzas
Camp Matanzas é uma instalação de treinamento, operada pela DI, localizada fora de Havana desde o início de 1962. Recebeu figuras como Carlos, o Chacal.